# Pematang Bungur
Pematang Bungur is een bestuurslaag in het regentschap Ogan Ilir van de provincie Zuid-Sumatra, Indonesië. Pematang Bungur telt 1152 inwoners (volkstelling 2010).